# Kiradu-Tempel

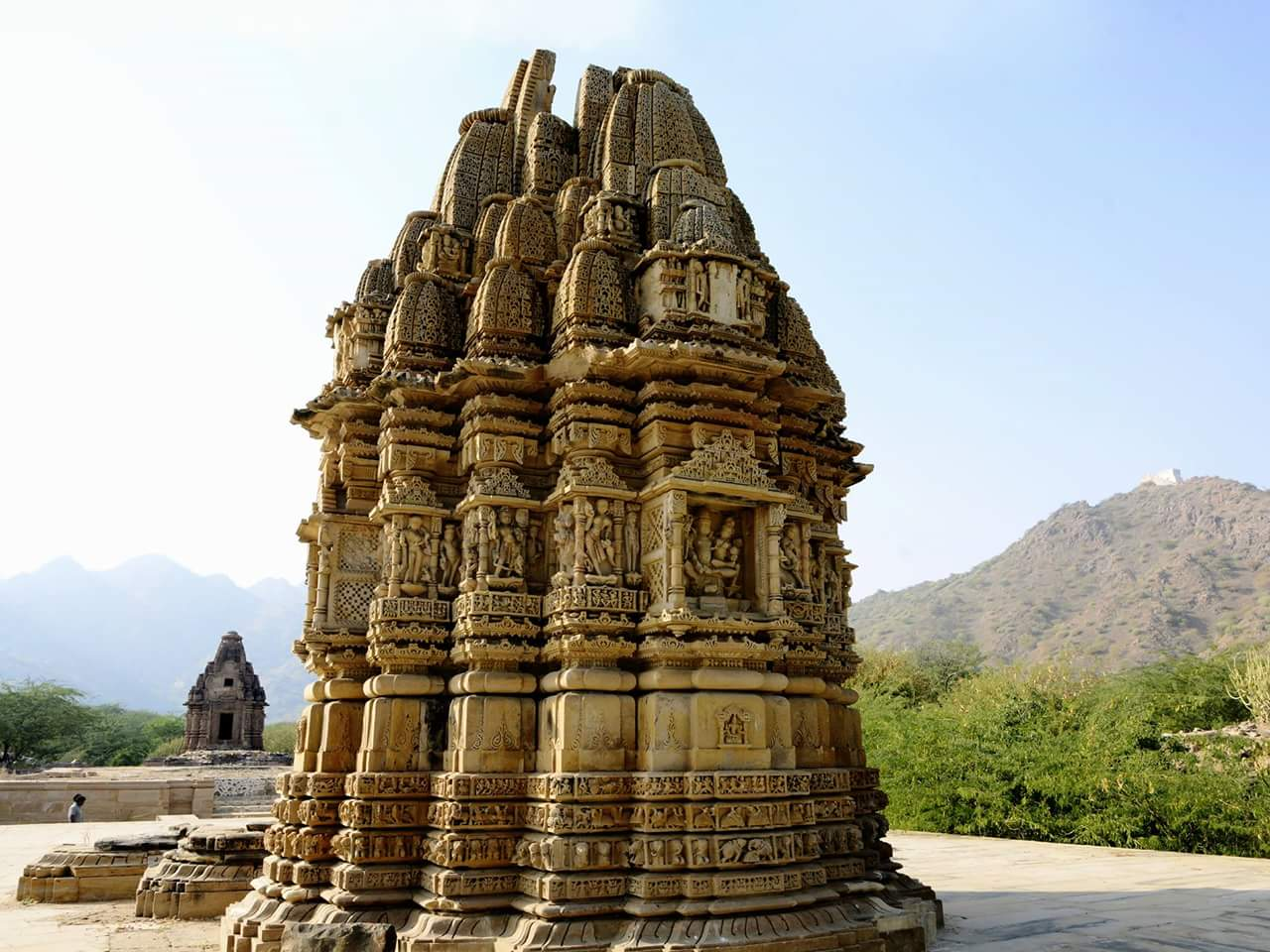
Zwei Kiradu-Tempel

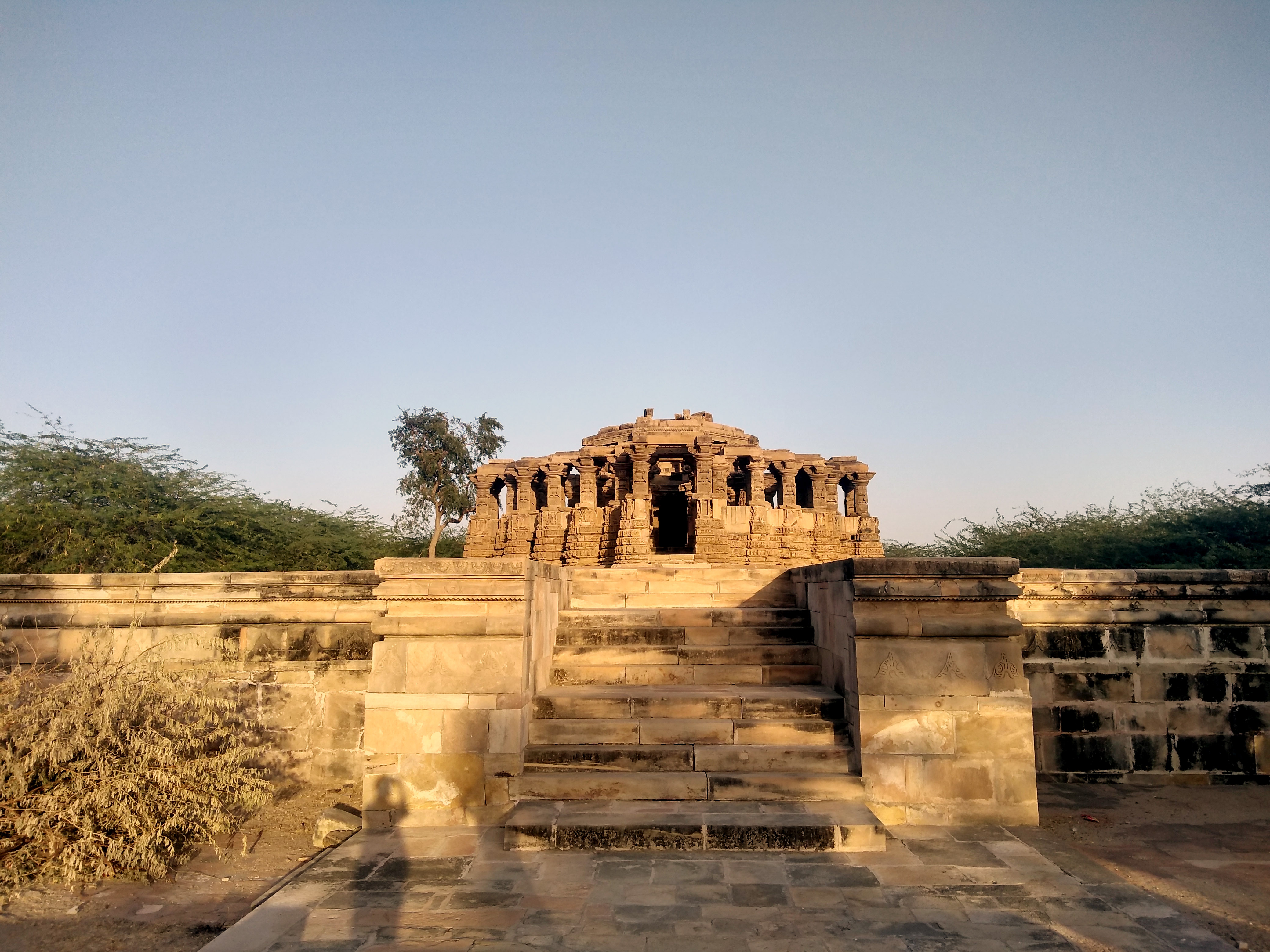
Haupttempel

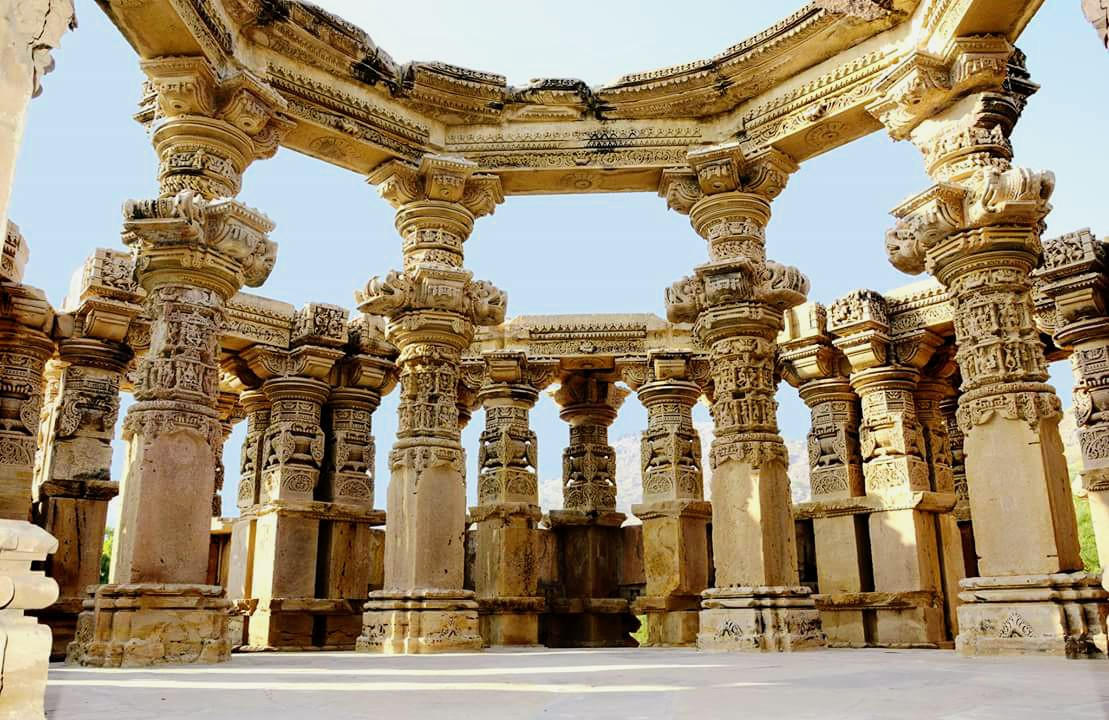
Haupttempel

Die Kiradu-Tempel sind eine Gruppe von fünf ruinierten Hindu-Tempeln in der Halbwüste Thar im Westen des indischen Bundesstaats Rajasthan. Die Tempel dienen keinen kultischen Zwecken mehr, sondern stehen unter der Verwaltung des Archaeological Survey of India.

## Lage
Die in einer Höhe von ca. 200 m gelegenen Tempel befinden sich beim Dorf Sihani etwa 40 km (Fahrtstrecke) westlich der Wüstenstadt Barmer. Neben den Tempeln von Jaisalmer sind sie die am westlichsten gelegenen Hindu-Tempel Indiens.

## Geschichte und Legende
Die Pilger- und Handelsstadt Kiratakupa oder Kiratkoop war einst ein überregionales Zentrum; sie lag an einem alten Karawanenweg von Delhi nach Sindh. Angeblich wurde der aus einfachen fensterlosen Lehmziegelhäusern (vielleicht auch aus Astgeflecht mit Lehmbewurf) bestehende Ort von einem Weisen (rishi) verflucht, so dass er von seinen Bewohnern verlassen wurde, doch wahrscheinlicher ist seine Zerstörung durch islamische Heereseinheiten im 11. oder 12. Jahrhundert. Von den Häusern des Ortes ist nichts mehr erhalten; die aus Sandstein konstruierten und noch heute sichtbaren Tempel entstanden – trotz der großen Entfernung von ca. 1500 km –  wahrscheinlich während der Herrschaft der Chalukya-Dynastie von Kalyani im 11. und 12. Jahrhundert.

## Tempel
In ihrer Architektur und ihrem Figurenschmuck lassen sich die Kiradu-Tempel in einen Zusammenhang mit den baulich differenzierten Tempelbauten einordnen, wie sie im Norden Indiens zu der Zeit allenthalben entstanden (z. B. die Dilwara-Tempel bei Mount Abu, die Tempel von Osian, Gyaraspur oder in Khajuraho); auch der Ambika-Mata-Tempel im Dorf Jagat ist in diesem Zusammenhang zu nennen. Speziell sind Einflüsse der Solanki-Architektur (z. B. Surya-Tempel von Modhera) erkennbar. Obwohl alle Götterbilder oder Lingams fehlen, lassen sich zwei Tempel aufgrund ihres Figurenschmucks bzw. der Überlieferung einer Gottheit zuordnen.

Vom sogenannten Someshvara-Tempel existiert nur noch die Vorhalle.

- Vom sogenannten Haupttempel steht nur noch die pfeilergestützte dachlose achteckige Vorhalle (mandapa), die durch ihren reichhaltigen Ornament- und Figurenschmuck beeindruckt. Hervorzuheben sind die zahlreichen kalasha-Töpfe sowie die Kapitelle mit makara-Köpfen, auf denen ehemals (torana)-artige Bögen aufruhten.
- Die Cella (garbhagriha) des abseits stehenden Someshvara-Tempels ist dem Gott Shiva geweiht. Sie ist ummantelt von einer mehrfach gegliederten Außenhülle, deren Nischen mit Götterfiguren und Schönen Mädchen (surasundaris) gefüllt waren. Kleine in die Höhe und Tiefe gestaffelte Begleittürmchen (urushringas) bilden den unteren Teil eines Shikhara-Turmes. Unterhalb der Nischen sind noch Musik- und Tanzszenen aber auch Umzüge mit Elefanten und kriegerische Elemente erkennbar. Die Vorhalle (mandapa) besteht aus zahlreichen Pfeilern, die jeweils mit Krügen und gerippten Ringen (amalakas) geschmückt sind; die Pfeiler enden in einem monströsen makara-Kopf mit weit aufgerissenem Maul.
- Die anderen Tempel sind kleiner und ihr Figurenschmuck ist weniger ausgeprägt; zwei von ihnen verfügen jedoch noch über ihre Shikhara-Türme mitsamt den abschließenden amalaka-Ringsteinen.